# Walter Bahr
Walter Bahr (Philadelphia, Pennsylvania, 1927. április 1. – Boalsburg, Pennsylvania, 2018. június 18.) amerikai labdarúgó, hátvéd, edző.

## Pályafutasa

### Klubcsapatban
Bahr tizenegy éves korában kezdett futballozni a helyi Philadelphia Nationals csapatában. 1949-ben, amikor a skót válogatott amerikai túrán járt, egy korábbi skót válogatott labdarúgó, Tommy Muirhead azt írta róla, hogy „bármelyik angol első osztályú csapatban megállná a helyét”. A Nationalsszel 1950-ben, 1951-ben, 1953-ban és 1955-ben is bajnoki címet szerzett a ma már nem létező American Soccer League-ben.
Ezt követően az Uhrik Truckershöz igazolt, amellyel 1956-ban ugyancsak bajnoki címet szerzett. Mivel akkoriban az amerikai profi labdarúgók kevés pénzt kaptak, Bahr a futball mellett gimnáziumi testnevelő tanárként is dolgozott, valamint a Frank High School focicsapatának az edzője is volt.

### A válogatottban
Az amerikai válogatottba 1949-ben kapott először meghívót, majd összesen tizenkilenc meccsen húzhatta magára a nemzeti csapat mezét. Legemlékezetesebb meccsét az 1950-es vb-n, az angolok ellen játszotta, ahol ő adta a gólpasszt a győztes gólt szerző Joe Gaetjensnek. A korabeli sportsajtó az angolok 1–0-s vereségét a sporttörténelem egyik legmegdöbbentőbb eseményeként aposztrofálta.

### Edzőként
Játékospályafutása befejezése után Bahr sikeres edzői karriert is magáénak mondhatott. Első csapata a Philadelphia Spartans volt, majd a Philadelphia Ukrainianst is irányította. Később edzette a Temple Owlst is, majd karrierje legsikeresebb, és egyben leghosszabb időszaka következett a Penn State Nittany Lionsnál. Az ő edzősége alatt a klub tizenkét alkalommal indulhatott az NCAA-tornán, Bahrt pedig 1979-ben az év edzőjének választották.

## Családja
Három fia, Casey, Chris és Matt egyaránt futballoztak hosszabb-rövidebb ideig. Chris és Matt később belekóstolt az amerikaifutballba is, és mindketten ünnepelhettek két-két bajnoki címet is az NFL-ben.

## Érdekesség
A 2005-ös The Game of Their Lives című filmben, amely az angolok elleni győzelemnek állít emléket, Wes Bentley játszotta Bahr szerepét.